# Antoine Godart de Belbeuf
Antoine-Louis-Pierre-Joseph Godart markies de Belbeuf (Rouen, 20 oktober 1791 - Kasteel van Belbeuf, Belbeuf, 16 februari 1872) was een Frans magistraat en politicus.

## Biografie
Godart de Belbeuf trad in 1813 toe tot de magistratuur door rechter te worden in de burgerlijke rechtbank van Nogent-sur-Seine. Tijdens het koningschap van koning Lodewijk XVIII werd hij raadsheer in het Koninklijk hof van Parijs. Tijdens de Julimonarchie werd hij eerste voorzitter van het Koninklijk hof van Lyon. Op 3 oktober 1837 werd hij vervolgens pair de France, een functie die hij tot 1848 zou uitoefenen.
Op 26 januari 1852 was Godart de Belbeuf een van de 84 eerste persoonlijkheden die door keizer Napoleon III werden benoemd tot senator. Hij zou in de Senaat blijven zetelen tot de afkondiging van de Derde Franse Republiek op 4 september 1870. Daarmee is hij een van de langstzittende senatoren geweest.
- Bibliothèque nationale de France: cb14575164r (data)
- International Standard Name Identifier: 0000 0000 5521 2626
- Library of Congress Control Number: n85185827
- Base Léonore: LH//1159/23
- Système universitaire de documentation: 155878123
- Virtual International Authority File: 49468167
- WorldCat: E39PBJdmkvXjQYjPjHrv6bP84q